# 1. deild 1961
La 1. deild 1961 fu la 50ª edizione della massima serie del campionato di calcio islandese disputata tra il 28 maggio e il 10 settembre 1961 e conclusa con la vittoria del KR, al suo diciassettesimo titolo.
Capocannoniere del torneo fu Þórólfur Beck (KR) con 16 reti.

## Formula
Come nella stagione precedente le squadre partecipanti furono sei e si incontrarono in un turno di andata e ritorno per un totale di dieci partite.
L'ultima classificata retrocedette in 2. deild karla.

## Squadre partecipanti
| Club  | Città         | Stadio | Posizione 1960     |
| ----- | ------------- | ------ | ------------------ |
| Fram  | Reykjavík     |        | 3°                 |
| KR    | Reykjavík     |        | 2°                 |
| Valur | Reykjavík     |        | 4°                 |
| ÍA    | Akranes       |        | Campione d'Islanda |
| ÍBA   | Akranes       |        | 5°                 |
| ÍBH   | Hafnarfjörður |        | 2. deild           |

## Classifica finale
|                    | Pos. | Squadra | Pt | G  | V | N | P | GF | GS | DR  |
| ------------------ | ---- | ------- | -- | -- | - | - | - | -- | -- | --- |
| Islanda (bandiera) | 1.   | KR      | 17 | 10 | 8 | 1 | 1 | 35 | 11 | +24 |
|                    | 2.   | ÍA      | 15 | 10 | 7 | 1 | 2 | 18 | 12 | +6  |
|                    | 3.   | Valur   | 12 | 10 | 5 | 2 | 3 | 18 | 13 | +5  |
|                    | 4.   | ÍBA     | 9  | 10 | 4 | 1 | 5 | 23 | 23 | +0  |
|                    | 5.   | Fram    | 6  | 10 | 2 | 2 | 6 | 11 | 17 | -6  |
|                    | 6.   | ÍBH     | 1  | 10 | 0 | 1 | 9 | 6  | 35 | -29 |

Legenda:
      Campione di Islanda
      Retrocessa in 2. deild karla
Note:
Due punti a vittoria, uno a pareggio, zero a sconfitta.

### Verdetti
- KR Campione d'Islanda 1961.
- ÍBH retrocesso in 2. deild karla.